# Don Carlos (Bukidnon)
Don Carlos é um município de  primeira classe de renda municipal (d) na província Bukidnon, nas Filipinas. De acordo com o censo de 1 de maio  de  2020 possui uma população de 69 273 pessoas e 16 097 domicílios.